# 達納內省
7°16′N 8°10′W / 7.267°N 8.167°W

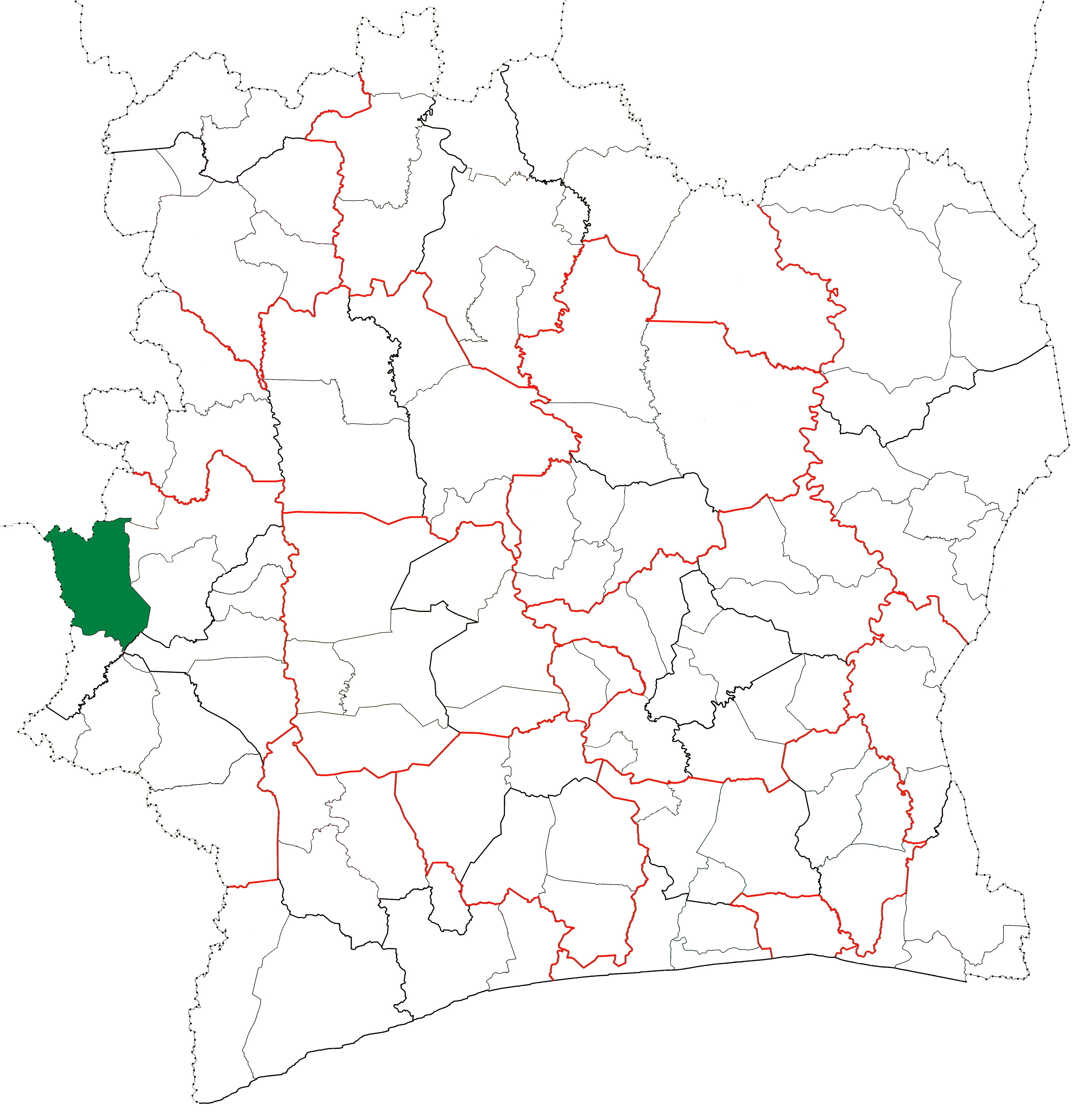

達納內省（Danané Department），是科特迪瓦的省份，位於該國西部山地區，由通克皮大區負責管轄，首府設於達納內，東北面是比昂庫馬省，该省北与几内亚相邻，东与塞拉利昂接壤。成立於1969年，2014年時人口為267,148人。

## 历史沿革

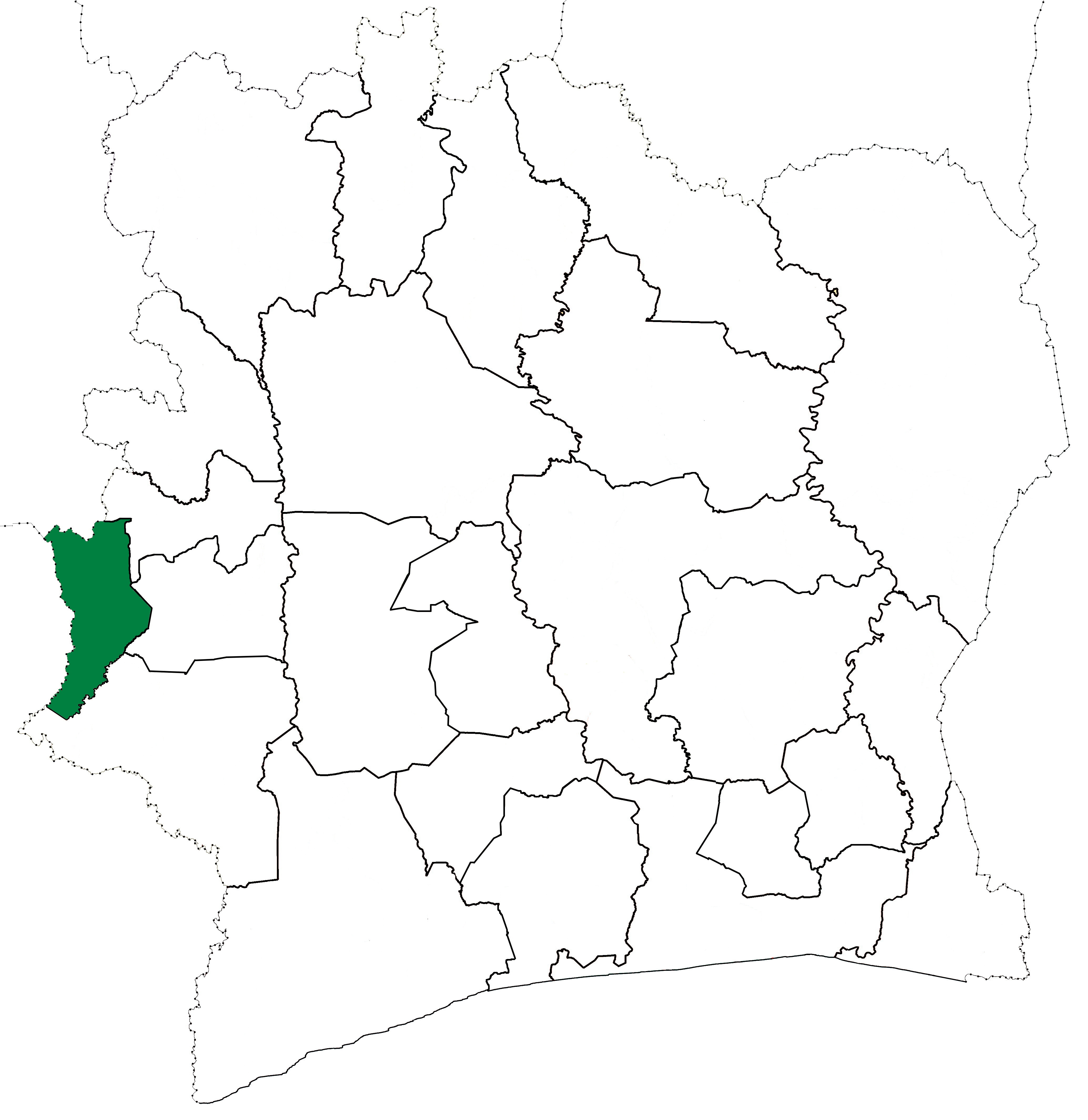
1969-1974年间的达纳内省，其中南半部分在2005年成为了祖安胡年省

1969年，象牙海岸西部省被拆分为达纳内省、比昂库马省、吉格洛省和芒省。
2005年，达纳内省被拆分为两半，南半部分新成立祖安胡年省。

## 人口
主要居民为丹人（雅库巴人）。另外还有因战乱而来的利比里亚、塞拉利昂难民。

## 生态
该省境内有一部分宁巴山严格自然保护区，该保护区另一部分位于邻国几内亚的宁巴县。